# Großer Preis von Monaco 2001
Der Große Preis von Monaco 2001 (offiziell LIIX Grand Prix de Monaco) fand am 27. Mai auf dem Circuit de Monaco in Monte Carlo statt und war das siebte Rennen der Formel-1-Weltmeisterschaft 2001.

## Berichte

### Hintergrund
Nach dem Großen Preis von Österreich führte Michael Schumacher in der Fahrerwertung mit vier Punkten vor David Coulthard und mit 24 Punkten vor Rubens Barrichello. In der Konstrukteurswertung führte Ferrari mit 18 Punkten vor McLaren-Mercedes und mit 42 Punkten vor Williams-BMW.
Mit Michael Schumacher (viermal), Olivier Panis, Mika Häkkinen und Coulthard (jeweils einmal) traten vier ehemalige Sieger zu diesem Grand Prix an.

### Training

#### Freitagstraining
Beim ersten freien Training fuhr Häkkinen die schnellste Zeit. Er lag 0,463 Sekunden vor Michael Schumacher, Drittschnellster war Ralf Schumacher, der bereits mehr als eine Sekunde Rückstand hatte.

#### Samstagstraining
Beim zweiten freien Training änderte sich bei der Reihenfolge der ersten Drei nichts. Die Abstände zwischen den Fahrern hatte sich jedoch verkürzt. Michael Schumacher fehlten auf Häkkinen nun 0,174 Sekunden, Ralf Schumacher 0,443 Sekunden.

### Qualifying
Beim Qualifying sicherte sich Coulthard mit einer Zeit von 1:17,430 Minuten die Pole-Position. Michael Schumacher platzierte sich mit 0,201 Sekunden Rückstand auf Position zwei, gefolgt von Häkkinen.

### Warm Up
Beim Warm Up fuhren die beiden McLaren-Piloten die schnellsten Zeiten – dabei fuhr Coulthard die schnellere Zeit als Häkkinen. Drittschnellster war Michael Schumacher.

### Rennen
Der von der Pole-Position startende Coulthard blieb beim Start in die Einführungsrunde stehen. Seinen Mechanikern gelang es jedoch, seinen Wagen schnell wieder zu starten, sodass er dem Feld hinterherfahren konnte. Seine ursprüngliche Startposition durfte er jedoch nicht wieder einnehmen, er startete somit von der letzten Position.
Der Start verlief dann bei allen Fahrern problemlos. Juan Pablo Montoya überholte Eddie Irvine in der ersten Kurve und war damit der einzige der Top sechs, der eine Position gut machte.
In der ersten Runde machte Nick Heidfeld einen Fahrfehler und kollidierte mit der Streckenbegrenzung, das Rennen war daraufhin für ihn beendet. Nach der ersten Runde führte Michael Schumacher vor Häkkinen, Barrichello, Ralf Schumacher, Montoya und Irvine. Coulthard lag nach der ersten Runde am Ende des Feldes. Während Michael Schumacher begann, sich von seinen Verfolgern zu lösen, war Irvine nicht in der Lage, das Tempo der vor ihm Fahrenden zu halten. Montoya verlor die Kontrolle über seinen Rennwagen und fuhr in die Leitplanke, was sein Ausscheiden bedeutete.
In Runde zwölf bekam Häkkinen plötzlich Probleme mit seinem McLaren. Er fuhr sehr langsam und wurde von Barrichello überholt. Eine Runde später fuhr Häkkinen an die Box und ließ seinen Monoposto von den Mechanikern untersuchen. Obwohl keine Reparaturarbeiten vorgenommen worden waren, verließ er die Boxengasse wieder. Zwei Runden später kam er erneut in die Box, nun aber um das Rennen aufzugeben. Auch zwei weitere Piloten mussten zu unplanmäßigen Boxenstopps hereinkommen: Panis beendete sein Rennen, Kimi Räikkönen führte sein Rennen nach einem langen Stopp mit mehreren Runden Rückstand fort.
Nach 20 Runden führte Michael Schumacher weiterhin vor seinem Teamkollegen Barrichello, Ralf Schumacher, Irvine, Jarno Trulli und Jacques Villeneuve. Am Ende des Feldes fuhr Coulthard indes hinter Enrique Bernoldi. Dieser hielt ihn über viele Runden auf, ohne dass Coulthard eine Chance zum Überholen hatte. In Runde 26 überrundete Michael Schumacher das Duo.
Nach Runde 40 begannen die ersten Fahrer ihre geplanten Boxenstopps. In Runde 44 ging Bernoldi an die Box, sodass Coulthard freie Fahrt hatte. Diese setzte er auch sofort um und fuhr in der darauffolgenden Runde die bis dahin schnellste Runde des Rennens. Er schloss schnell auf den vor ihm fahrenden Fernando Alonso auf und überholte ihn in der 47. Runde.
In Runde 50 kam es zu einem Unfall an der schnellsten Stelle der Strecke. Heinz-Harald Frentzen verlor im Tunnel die Kontrolle über seinen Wagen und kollidierte seitlich mit der Leitplanke. Trotz der hohen Geschwindigkeit stieg er unverletzt aus seinem Jordan aus.
In Runde 54 kam Michael Schumacher in die Box und verlor die Führung vorübergehend an seinen Teamkollegen Barrichello, der seinerseits noch nicht beim Boxenstopp war. Vier Runden später kam Ralf Schumacher an die Box. Für ihn bedeutete dies jedoch das Ende seines Rennens, weil er mit Problemen an seinem Fahrzeug aus Sicherheitsgründen nicht weiterfuhr. Eine Runde später kam Barrichello zu seinem einzigen Boxenstopp und Michael Schumacher übernahm erneut die Führung.
In Runde 66 absolvierte Coulthard als Letzter seinen planmäßigen Boxenstopp. Er war vor seinem Stopp bis auf Position sechs und somit in die Punkteränge vorgefahren. Aufgrund des leichteren Autos fuhr Coulthard vor seinem Stopp viele schnelle Runden. Der daraus herausgefahrene Vorsprung auf Jenson Button reichte aus, sodass er auf Position sechs blieb.
Jean Alesi, der nach den Boxenstopps auf Position fünf fuhr, kam acht Runden vor Schluss nach einer Berührung der Leitplanke noch einmal zu einem unplanmäßigen Boxenstopp, um sein Fahrzeug auf Folgeschäden untersuchen zu lassen. Alesi verlor durch diesen Stopp Platz fünf an Coulthard.
Michael Schumacher siegte nach 1:47:22,561 Stunden vor Barrichello und Irvine. Die restlichen Punkte gingen an Villeneuve, Coulthard und Alesi.
Michael Schumacher vergrößerte seinen Vorsprung in der Weltmeisterschaft um acht Punkte auf Coulthard. Ferrari baute durch den Doppelsieg seinen Vorsprung um 14 Punkte auf McLaren-Mercedes aus.

## Meldeliste
| Team                        | Nr. | Fahrer                | Chassis        | Motor                 | Reifen |
| --------------------------- | --- | --------------------- | -------------- | --------------------- | ------ |
| Scuderia Ferrari Marlboro   | 01  | Michael Schumacher    | Ferrari F2001  | Ferrari 3.0 V10       | B      |
| Scuderia Ferrari Marlboro   | 02  | Rubens Barrichello    | Ferrari F2001  | Ferrari 3.0 V10       | B      |
| West McLaren Mercedes       | 03  | Mika Häkkinen         | McLaren MP4-16 | Mercedes-Benz 3.0 V10 | B      |
| West McLaren Mercedes       | 04  | David Coulthard       | McLaren MP4-16 | Mercedes-Benz 3.0 V10 | B      |
| BMW WilliamsF1 Team         | 05  | Ralf Schumacher       | Williams FW23  | BMW 3.0 V10           | M      |
| BMW WilliamsF1 Team         | 06  | Juan Pablo Montoya    | Williams FW23  | BMW 3.0 V10           | M      |
| Mild Seven Benetton Renault | 07  | Giancarlo Fisichella  | Benetton B201  | Renault 3.0 V10       | M      |
| Mild Seven Benetton Renault | 08  | Jenson Button         | Benetton B201  | Renault 3.0 V10       | M      |
| Lucky Strike BAR Honda      | 09  | Olivier Panis         | BAR 003        | Honda 3.0 V10         | B      |
| Lucky Strike BAR Honda      | 10  | Jacques Villeneuve    | BAR 003        | Honda 3.0 V10         | B      |
| B&H Jordan Honda            | 11  | Heinz-Harald Frentzen | Jordan EJ11    | Honda 3.0 V10         | B      |
| B&H Jordan Honda            | 12  | Jarno Trulli          | Jordan EJ11    | Honda 3.0 V10         | B      |
| Orange Arrows Asiatech      | 14  | Jos Verstappen        | Arrows A22     | Asiatech 3.0 V10      | B      |
| Orange Arrows Asiatech      | 15  | Enrique Bernoldi      | Arrows A22     | Asiatech 3.0 V10      | B      |
| Red Bull Sauber Petronas    | 16  | Nick Heidfeld         | Sauber C20     | Petronas 3.0 V10      | B      |
| Red Bull Sauber Petronas    | 17  | Kimi Räikkönen        | Sauber C20     | Petronas 3.0 V10      | B      |
| Jaguar Racing               | 18  | Eddie Irvine          | Jaguar R2      | Ford Cosworth 3.0 V10 | M      |
| Jaguar Racing               | 19  | Pedro de la Rosa      | Jaguar R2      | Ford Cosworth 3.0 V10 | M      |
| European Minardi F1         | 20  | Tarso Marques         | Minardi PS01   | European 3.0 V10      | M      |
| European Minardi F1         | 21  | Fernando Alonso       | Minardi PS01   | European 3.0 V10      | M      |
| Prost Acer                  | 22  | Jean Alesi            | Prost AP04     | Acer 3.0 V10          | M      |
| Prost Acer                  | 23  | Luciano Burti         | Prost AP04     | Acer 3.0 V10          | M      |

## Klassifikationen

### Qualifying
| Pos.                                                                   | Fahrer                | Konstrukteur     | Zeit     | Start |
| ---------------------------------------------------------------------- | --------------------- | ---------------- | -------- | ----- |
| 01                                                                     | David Coulthard       | McLaren-Mercedes | 1:17,430 | 01    |
| 02                                                                     | Michael Schumacher    | Ferrari          | 1:17,631 | 02    |
| 03                                                                     | Mika Häkkinen         | McLaren-Mercedes | 1:17,749 | 03    |
| 04                                                                     | Rubens Barrichello    | Ferrari          | 1:17,856 | 04    |
| 05                                                                     | Ralf Schumacher       | Williams-BMW     | 1:18,029 | 05    |
| 06                                                                     | Eddie Irvine          | Jaguar-Cosworth  | 1:18,432 | 06    |
| 07                                                                     | Juan Pablo Montoya    | Williams-BMW     | 1:18,751 | 07    |
| 08                                                                     | Jarno Trulli          | Jordan-Honda     | 1:18,921 | 08    |
| 09                                                                     | Jacques Villeneuve    | BAR-Honda        | 1:19,086 | 09    |
| 10                                                                     | Giancarlo Fisichella  | Benetton-Renault | 1:19,220 | 10    |
| 11                                                                     | Jean Alesi            | Prost-Acer       | 1:19,245 | 11    |
| 12                                                                     | Olivier Panis         | BAR-Honda        | 1:19,294 | 12    |
| 13                                                                     | Heinz-Harald Frentzen | Jordan-Honda     | 1:19,316 | 13    |
| 14                                                                     | Pedro de la Rosa      | Jaguar-Cosworth  | 1:20,033 | 14    |
| 15                                                                     | Kimi Räikkönen        | Sauber-Petronas  | 1:20,081 | 15    |
| 16                                                                     | Nick Heidfeld         | Sauber-Petronas  | 1:20,261 | 16    |
| 17                                                                     | Jenson Button         | Benetton-Renault | 1:20,342 | 17    |
| 18                                                                     | Fernando Alonso       | Minardi-European | 1:20,788 | 18    |
| 19                                                                     | Jos Verstappen        | Arrows-Asiatech  | 1:20,823 | 19    |
| 20                                                                     | Enrique Bernoldi      | Arrows-Asiatech  | 1:21,336 | 20    |
| 21                                                                     | Luciano Burti         | Prost-Acer       | 1:21,771 | 21    |
| 22                                                                     | Tarso Marques         | Minardi-European | 1:22,201 | 22    |
| 107-Prozent-Zeit: 1:22,851 min (bezogen auf Bestzeit von 1:17,430 min) |                       |                  |          |       |

### Rennen
| Pos. | Fahrer                | Konstrukteur     | Runden | Stopps | Zeit        | Start | Schnellste Runde |
| ---- | --------------------- | ---------------- | ------ | ------ | ----------- | ----- | ---------------- |
| 01   | Michael Schumacher    | Ferrari          | 78     | 1      | 1:47:22,561 | 02    | 1:19,770 (50.)   |
| 02   | Rubens Barrichello    | Ferrari          | 78     | 1      | + 0,431     | 04    | 1:20,329 (57.)   |
| 03   | Eddie Irvine          | Jaguar-Cosworth  | 78     | 1      | + 30,698    | 06    | 1:20,681 (76.)   |
| 04   | Jacques Villeneuve    | BAR-Honda        | 78     | 1      | + 32,454    | 09    | 1:20,417 (75.)   |
| 05   | David Coulthard       | McLaren-Mercedes | 77     | 1      | + 1 Runde   | 01    | 1:19,424 (68.)   |
| 06   | Jean Alesi            | Prost-Acer       | 77     | 2      | + 1 Runde   | 11    | 1:21,151 (73.)   |
| 07   | Jenson Button         | Benetton-Renault | 77     | 1      | + 1 Runde   | 17    | 1:21,580 (65.)   |
| 08   | Jos Verstappen        | Arrows-Asiatech  | 77     | 1      | + 1 Runde   | 19    | 1:21,732 (74.)   |
| 09   | Enrique Bernoldi      | Arrows-Asiatech  | 76     | 1      | + 2 Runden  | 20    | 1:22,053 (75.)   |
| 10   | Kimi Räikkönen        | Sauber-Petronas  | 73     | 2      | + 5 Runden  | 15    | 1:20,705 (60.)   |
| –    | Ralf Schumacher       | Williams-BMW     | 57     | 0      | DNF         | 05    | 1:20,975 (47.)   |
| –    | Tarso Marques         | Minardi-European | 56     | 1      | DNF         | 22    | 1:24,570 (33.)   |
| –    | Fernando Alonso       | Minardi-European | 54     | 1      | DNF         | 18    | 1:22,956 (28.)   |
| –    | Heinz-Harald Frentzen | Jordan-Honda     | 49     | 0      | DNF         | 13    | 1:20,810 (46.)   |
| –    | Giancarlo Fisichella  | Benetton-Renault | 43     | 0      | DNF         | 10    | 1:21,646 (37.)   |
| –    | Jarno Trulli          | Jordan-Honda     | 30     | 0      | DNF         | 08    | 1:22,345 (30.)   |
| –    | Luciano Burti         | Prost-Acer       | 24     | 1      | DNF         | 21    | 1:24,206 (18.)   |
| –    | Pedro de la Rosa      | Jaguar-Cosworth  | 18     | 0      | DNF         | 14    | 1:23,483 (18.)   |
| –    | Mika Häkkinen         | McLaren-Mercedes | 15     | 1      | DNF         | 03    | 1:21,682 (12.)   |
| –    | Olivier Panis         | BAR-Honda        | 13     | 2      | DNF         | 12    | 1:24,719 (10.)   |
| –    | Juan Pablo Montoya    | Williams-BMW     | 2      | 0      | DNF         | 07    | 1:25,773 (02.)   |
| –    | Nick Heidfeld         | Sauber-Petronas  | 0      | 0      | DNF         | 16    | –                |

## WM-Stände nach dem Rennen
Die ersten sechs des Rennens bekamen 10, 6, 4, 3, 2 bzw. 1 Punkt(e).

### Fahrerwertung
| Pos. | Fahrer                | Konstrukteur     | Punkte |
| ---- | --------------------- | ---------------- | ------ |
| 01   | Michael Schumacher    | Ferrari          | 52     |
| 02   | David Coulthard       | McLaren-Mercedes | 40     |
| 03   | Rubens Barrichello    | Ferrari          | 24     |
| 04   | Ralf Schumacher       | Williams-BMW     | 12     |
| 05   | Nick Heidfeld         | Sauber-Petronas  | 8      |
| 06   | Jacques Villeneuve    | BAR-Honda        | 7      |
| 07   | Jarno Trulli          | Jordan-Honda     | 7      |
| 08   | Juan Pablo Montoya    | Williams-BMW     | 6      |
| 09   | Heinz-Harald Frentzen | Jordan-Honda     | 6      |
| 10   | Olivier Panis         | BAR-Honda        | 5      |
| 11   | Eddie Irvine          | Jaguar-Cosworth  | 4      |
| 12   | Kimi Räikkönen        | Sauber-Petronas  | 4      |

| Pos. | Fahrer               | Konstrukteur               | Punkte |
| ---- | -------------------- | -------------------------- | ------ |
| 13   | Mika Häkkinen        | McLaren-Mercedes           | 4      |
| 14   | Jos Verstappen       | Arrows-Asiatech            | 1      |
| 15   | Jean Alesi           | Prost-Acer                 | 1      |
| 16   | Giancarlo Fisichella | Benetton-Renault           | 1      |
| 17   | Jenson Button        | Benetton-Renault           | 0      |
| 18   | Luciano Burti        | Jaguar-Cosworth/Prost-Acer | 0      |
| 19   | Enrique Bernoldi     | Arrows-Asiatech            | 0      |
| 20   | Tarso Marques        | Minardi-European           | 0      |
| 21   | Fernando Alonso      | Minardi-European           | 0      |
| 22   | Gastón Mazzacane     | Prost-Acer                 | 0      |
| –    | Pedro de la Rosa     | Jaguar-Cosworth            | 0      |

### Konstrukteurswertung
| Pos. | Konstrukteur     | Punkte |
| ---- | ---------------- | ------ |
| 01   | Ferrari          | 76     |
| 02   | McLaren-Mercedes | 44     |
| 03   | Williams-BMW     | 18     |
| 04   | Jordan-Honda     | 13     |
| 05   | BAR-Honda        | 12     |
| 06   | Sauber-Petronas  | 12     |

| Pos. | Konstrukteur     | Punkte |
| ---- | ---------------- | ------ |
| 07   | Jaguar-Cosworth  | 4      |
| 08   | Arrows-Asiatech  | 1      |
| 09   | Benetton-Renault | 1      |
| 10   | Prost-Acer       | 1      |
| 11   | Minardi-European | 0      |